# Antonio Brianti
Antonio Brianti (Parma, 15 aprile 1739 – Parma, 8 maggio 1787) è stato un architetto italiano, attivo principalmente nella città natale.

## Biografia
Fu allievo dell'architetto decorativo Gaetano Ghidetti. I suoi primi anni furono dedicati a lavori decorativi, ma nel 1762 vinse un primo premio a pari merito con Filippo Castelli nel concorso di architettura dell'Accademia Parmense di Belle Arti. La sua proposta vincente era per un modello di un casino rustico su una collina.
Fu poi premiato con un incarico per il decennio successivo, progettando le modifiche all'interno della basilica di Santa Maria della Steccata, compreso il monumento al duca Ottavio Farnese. Contribuì inoltre, con Ghidetti, alle decorazioni della navata della chiesa di San Antonio Abate. Nel 1777 contribuì alla progettazione della decorazione della cappella del beato Giovanni Buralli all'interno del duomo di Piacenza. Successivamente, lavorò al convento benedettino parmigiano di San Giovanni, alla chiesa di San Sepolcro e alla facciata della chiesa di San Giuseppe, completata nel 1782.